# Aotus nigriceps
Aotus nigriceps é um macaco-da-noite, um Macaco do Novo Mundo da família Aotidae e gênero Aotus. Ocorre no Brasil, Peru e Bolívia.

## Nomes vernáculos
- Língua kwazá[4]: ausisiti
- Língua shawi[5]: nu’nu’